# Willisville (Illinois)
Willisville est un village situé au sud-ouest du comté de Perry dans l'Illinois, aux États-Unis,. Il est incorporé le 10 octobre 1901.

## Démographie
Lors du recensement de 2010, le village comptait une population de 633 habitants. Elle est estimée, en 2016, à 602 habitants.

### Source de la traduction
- (en) Cet article est partiellement ou en totalité issu de l’article de Wikipédia en anglais intitulé « Willisville, Illinois » (voir la liste des auteurs).